# Sylvain Crovisier
Sylvain Crovisier (1984) é um matemático francês, que trabalha com sistemas dinâmicos.
Crovisier obteve um doutorado em 2001 na Universidade Paris-Sul, orientado por Jean-Christophe Yoccoz, com a tese Nombre de rotation et dynamique faiblement hyperbolique. É diretor de pesquisas do Centre national de la recherche scientifique (CNRS) na Universidade Paris-Sul.
Em 2009 resolveu com Christian Bonatti e Amie Wilkinson o problema centralizador para difeomorfismos no caso {\displaystyle C^{1}}. Este foi um dos 18 problemas abertos de uma lista de Stephen Smale (Problemas de Smale, 1998). Mais recentemente provou com Artur Ávila e Amie Wilkinson que difeomorfismos genéricos de preservação de volume com entropia métrica positiva formam um sistema dinâmico {\displaystyle C^{1}} (para sistemas hamiltonianos {\displaystyle C^{\infty }} não se aplicam, de acordo com ao teorema de Kolmogorov–Arnold–Moser).
Foi palestrante convidado do Congresso Internacional de Matemáticos em Seul (2014: Dynamics of {\displaystyle C^{1}}-diffeomorphisms: global description and prospects for classif ication Zeta functions for Anosov flows).

## Publicações
- com M.-C. Arnaud, C. Bonatti: Dynamiques symplectiques génériques. Ergodic Theory Dynam. Systems 25 (2005), 1401--1436.
- com Abdenur, Bonatti, Diaz, Wen: Periodic points and homoclinic classes. Ergodic Theory Dynam. Systems 26 (2006), 1-22.
- com Abdenur, Bonatti, Diaz: Generic diffeomorphisms on compact surfaces. Fundamenta Mathematicae 187 (2005), 127-159.
- com Bonatti: Récurrence et généricité. Invent. Math. 158 (2004), 33-104.
- com  Martin Sambarino, Dawei Yang: Partial Hyperbolicity and Homoclinic Tangencies,Journal of the European Mathematical Society 17 (2015), 1-49,  Arxiv 2011
- Perturbation de la dynamique de difféomorphismes en petite régularité, Astérisque, Volume 354, 2013
- com Enrique Pujals: Essential hyperbolicity and homoclinic bifurcations: a dichotomy phenomenon/mechanism for diffeomorphisms, Inventiones Mathematicae, Volume 201, 2015, p. 385–517.
- Birth of homoclinic intersections: a model for the central dynamics of partially hyperbolic systems, Annals of Mathematics, Volume 172, 2010, p. 1641–1677.
- com C. Bonatti, A. Wilkinson: The C1-generic diffeomorphism has trivial centralizer, Publ. Math. IHES., Volume 109, 2009, p. 185–244.
- com Artur Avila, Amie Wilkinson: Diffeomorphisms with positive metric entropy, Arxiv 2014